# Oostkerke (Damme)
Oostkerke é uma vila e deelgemeente do município belga de Damme, província de Flandres Ocidental. Em 1 de Janeiro de 2004, tinha uma população de 663 habitantes e uma área total de 17,52 km².
São dignos de visita a igreja local e o castelo.

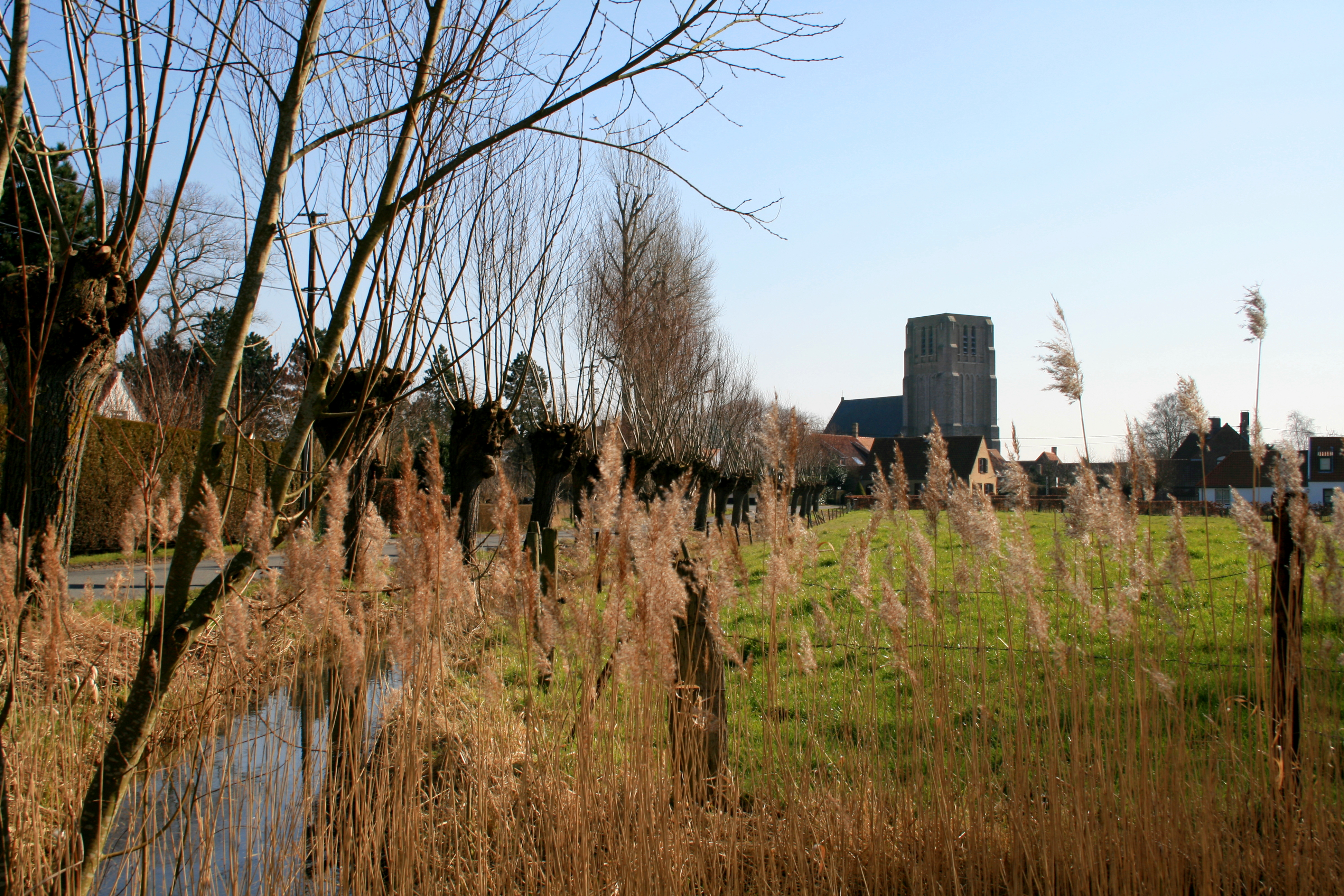
Igreja de Sint-Kwintens, em Oostkerke (Damme)
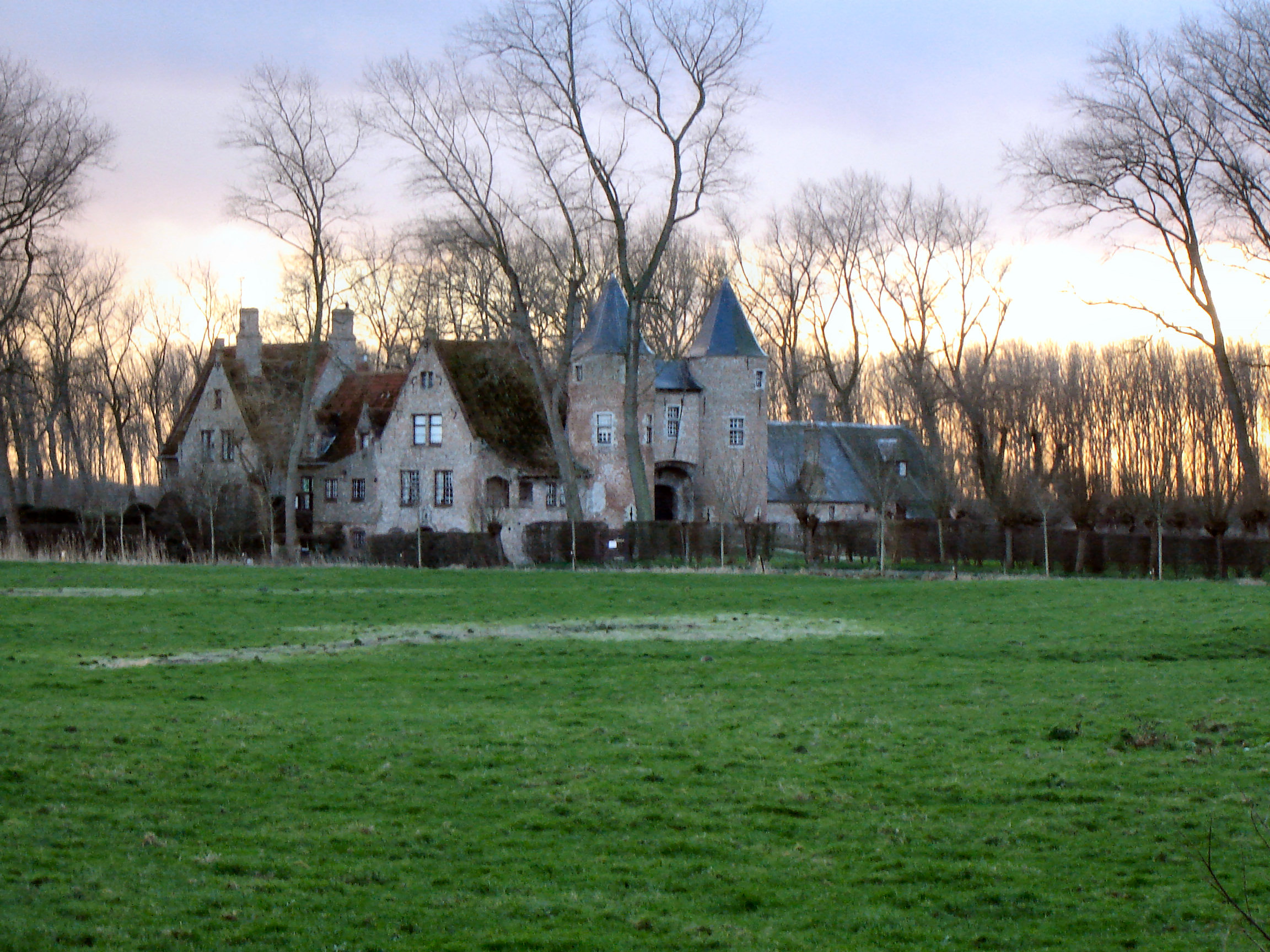
Castelo em Oostkerke